# Stuart Devenie
Stuart Forbes Devenie (Nuova Zelanda, 12 luglio 1951) è un attore e regista teatrale neozelandese.

## Cinema e televisione
Come attore, Devenie è meglio conosciuto per tre apparizioni nei film di Peter Jackson: Meet the Feebles (1989), Braindead (1992 - noto negli Stati Uniti come Dead Alive) e The Frighteners (1996). Il suo ruolo più memorabile potrebbe essere quello di padre McGruder in Braindead, in cui pronuncia la frase "I kick ass for the Lord!". Nel 2000, è apparso nel ruolo del Governatore Croque nella serie televisiva di breve durata della Renaissance Pictures Jack of All Trades, insieme all'attore americano Bruce Campbell. Più recentemente ha interpretato il dio nordico Njord in The Almighty Johnsons.

## Teatro
Devenie ha diretto The Orderly Business of Life e The God Boy per la Auckland Theatre Company. Come attore, ha interpretato molti ruoli da protagonista e si è esibito in importanti produzioni durante la sua illustre carriera teatrale, dalle rappresentazioni classiche alle opere contemporanee e neozelandesi. Le produzioni includono La gatta sul tetto che scotta, Caligola, Il talento di Mr Ripley, Ladies Night, Middle Age Spread, Serial Killers, The Cripple of Inishmaan, Twelve Angry Men, Uncle Vanya, Molly Sweeney e The Pohutukawa Tree.

## Riconoscimenti
Nel 2008 New Year Honours, Devenie è stato nominato Membro dell'Ordine al merito della Nuova Zelanda per i servizi all'intrattenimento.